# Nicole Müller (Sportkeglerin)
Nicole Müller (* 13. Dezember als Nicole Klehr) von den Neuköllner Sportfreunden aus Berlin ist die ehemalige Nummer eins der Weltrangliste im Sportkegeln Classic.

## Erfolge
- 2000: Weltmeisterin in der Mannschaft
- 2002: Weltmeisterin im Einzel, Doppel und in der Kombination sowie Vizeweltmeisterin in der Mannschaft[1][2]
- 2004: Weltmeisterin in der Mannschaft
- 2005: Vizeweltmeisterin in der Mannschaft
- Mehrfache Deutsche Meisterin